# Christopher Fynsk
Christopher Fynsk (* 30. August 1952) ist ein Literaturwissenschaftler, Philosoph und Professor an der University of Aberdeen in Schottland.

## Leben und Werk
Fynsk erhielt 1980 ein "Diplôme d’Etudes Avancées" in Philosophie an der Universität Straßburg. Im folgenden Jahr erhielt er einen Doktortitel vom "Department of Romance Studies" an der Johns Hopkins University. Danach lehrte Fynsk bis zum Jahre 2004 als Dozent und Professor und Dekan vergleichende Literaturwissenschaft an der University of Birmingham. Von 1985 bis 1987 lehrte Fynsk als Maître de conférences Associé am Fachbereich Philosophie der Universität Straßburg.
Von 1995 bis 1997 arbeitete Christopher Fynsk als Dekan der Sektion Philosophie und Literatur der Modern Language Association. Seit dem Jahr 2005 lehrt er am "Centre of Modern Thought" der University of Aberdeen in Schottland, dort leitet er die Schule für Sprache und Literatur und steht dem "Centre of Modern Thought" als Direktor vor.
Fynsk beschäftigt sich mit den politischen und literarischen Aspekten der Kontinentalphilosophie. Werke von Jean-François Lyotard, Gérard Granel, Jacques Derrida, Philippe Lacoue-Labarthe und Maurice Blanchot wurden von Fynsk aus dem Französischen ins Englische übersetzt.

## Werke
- Der Anspruch der Sprache: Ein Plädoyer für die Humanities, übers. v. Katharina Martl und Johannes Kleinbeck. Turia + Kant 2016. ISBN 978-3-85132-845-5.
- The Claim of Language: A Case for the Humanities, University of Minnesota Press. 2004, ISBN 0-8166-4481-0.
- Infant Figures: The Death of the "Infans" and Other Scenes of Origin, Stanford University Press. 2000, ISBN 0-8047-3407-0.
- Language and Relation: ...that there is language, Stanford University Press. 1996, ISBN 0-8047-2713-9.
- Philippe Lacoue-Labarthe und Christopher Fynsk (Editor.) Typography: Mimesis, Philosophy, Politics, Stanford University Press. 1989, ISBN 0-674-91700-6.
- Heidegger: Thought and Historicity, Cornell University Press. 1986, ISBN 0-8014-8158-9.